# Volvo Masters (Golfturnier)
Das Volvo Masters war das bedeutsame und hochdotierte Abschlussturnier der PGA European Tour Saison. Es entsprach der Tour Championship der nordamerikanischen PGA TOUR. Im November 2008 wurde das Turnier zum letzten Mal ausgetragen. Bedingt durch die Einführung des Race to Dubai wird es ab 2009 von der Dubai World Championship abgelöst.

## Geschichte
Seit 1988 wurde dieses Turnier in Spanien abgehalten und – mit Ausnahme der Jahre 1997 bis 2001 – immer im noblen Valderrama Golf Club in der Provinz Andalusien. Das ausgeschriebene Preisgeld wuchs kontinuierlich von anfangs 351.690 £ auf 4 Mio. € im Jahr 2006, wovon der Sieger 666.660 € erhielt. Zwischen 2001 und 2004 trug das Turnier den Namen Volvo Masters Andalucia.
Im Jahre 2002 gab es ausnahmsweise zwei Sieger: Bernhard Langer und Colin Montgomerie – die beiden waren nach 2 Loch im Stechen gleichauf, als es zu dunkel wurde und vereinbarten die Teilung des Turniersiegs.

## Spielmodus
Für das Turnier qualifizierten sich nur die ersten 60 der Geldrangliste European Tour Order of Merit, und das Starterfeld wurde auch im Falle von Absagen nicht aufgefüllt. Deshalb gab es, im Gegensatz zu den anderen Turnieren, keinen Cut und alle Teilnehmer spielen alle vier Runden. Ab 2005 wurde der Vorjahressieger eingeladen, falls er nicht unter den Top 60 der laufenden Saison abgeschlossen hatte. Anlässlich der 20. Austragung, im Jahre 2007, wurden alle bisherigen Sieger eingeladen, wovon allerdings einige, wie z. B. Nick Faldo und Bernhard Langer nicht Gebrauch nahmen.
Bis 2006 wurde das Turnier immer eine Woche vor der Tour Championship der PGA TOUR veranstaltet, um es doppelten Qualifikanten zu ermöglichen, beide Events zu bespielen. Nach der Vorverlegung des Termines der Tour Championship infolge der Einführung des FedEx Cup im Jahre 2007 gab es diese Einschränkung nicht mehr.

## Siegerliste
- 2008: Søren Kjeldsen –  Dänemark
- 2007: Justin Rose –  England
- 2006: Jeev Milkha Singh –  Indien
- 2005: Paul McGinley –  Irland
- 2004: Ian Poulter –  England
- 2003: Fredrik Jacobson –  Schweden
- 2002: Bernhard Langer –  Deutschland und Colin Montgomerie –  Schottland
- 2001: Pádraig Harrington –  Irland
- 2000: Pierre Fulke –  Schweden
- 1999: Miguel Angel Jiménez –  Spanien
- 1998: Darren Clarke –  Nordirland
- 1997: Lee Westwood –  England
- 1996: Mark McNulty –  Simbabwe
- 1995: Alex Cejka –  Deutschland
- 1994: Bernhard Langer –  Deutschland
- 1993: Colin Montgomerie –  Schottland
- 1992: Sandy Lyle –  Schottland
- 1991: Rodger Davis –  Australien
- 1990: Mike Harwood –  Australien
- 1989: Rohan Rafferty –  Nordirland
- 1988: Nick Faldo –  England